# Języki kaspijskie (irańskie)
Języki kaspijskie (irańskie) – zespół językowy w obrębie języków północno-zachodnioirańskich.

## Klasyfikacja Merritta Ruhlena
Języki irańskie
- Języki zachodnioirańskie
  - Języki północno-zachodnioirańskie
    - Język medyjski†
    - Język partyjski†
    - Języki środkowoirańskie
    - Języki semnani
    - Języki tałyskie
    - Języki zaza-gorani
    - Języki beludżi
    - Języki kurdyjskie
    - Języki kaspijskie
      - Język giliański
      - Język mazanderański

## Klasyfikacja Ethnologue
Języki irańskie
- Języki zachodnioirańskie
  - Języki północno-zachodnioirańskie
    - Języki beludżi
    - Języki środkowoirańskie
    - Języki kurdyjskie
    - Języki ormuri-paraczi
    - Języki semnani
    - Języki tałyskie
    - Języki zaza-gorani
    - Języki kaspijskie
      - Język giliański
      - Język mazanderański
      - Język szahmirzadi